# Manuel Guzmán García
Manuel Guzmán García (Errenteria, Guipúscoa, 1878 - Campo da Rata, la Corunya, 31 d'agost de 1936) fou un polític gallec. Treballà com a carabiner durant 12 anys i després es dedicà al comerç. Animat pel seu amic Santiago Casares Quiroga, es va afiliar a Izquierda Republicana i fou elegit diputat per la província de la Corunya a les eleccions generals espanyoles de 1936. L'esclat de la guerra civil espanyola el va sorprendre a La Corunya, on fou detingut el 27 de juliol. Fou condemnat a mort i afusellat al Campo da Rata el 31 d'agost de 1936 juntament amb el seu amic Francisco Prego.